# Iluminace (časopis)
Iluminace s podtitulem Časopis pro teorii, historii a estetiku filmu je odborný časopis zabývající se vědeckou reflexí kinematografie.

## Základní údaje
Časopis byl založen po revoluci v roce 1989. V prvním čísle v roce 1989 byl připomenut název časopisu ve vztahu k pojmu iluminace, který odkazuje již k myšlenkám Platóna.
Vedoucí redaktorkou byla Miroslava Knoflíčková. Původně časopis, vydávaný Národním filmovým archivem, vycházel dvakrát ročně. Od počátku se jako jediný akademický filmový časopis v Česku zabýval teorií, historií a estetikou filmu. Od roku 1993 začal být vydáván jako čtvrtletník. Byl rozšířen rozsah i formát časopisu. Značný prostor byl a je věnován dějinám kinematografie a rozhovorům s významnými osobami z oboru. Od roku 2004 začaly vycházet v časopise obsáhlé monotematické texty a od roku 2005 byly nezřídka připravovány hostujícími editory. Od roku 2022 začal být časopis vydáván třikrát ročně. Klade důraz na původní výzkum a texty procházejí před zveřejněním odborným posouzením.
Design časopisu a jeho formát jej řadí spíše mezi odborné publikace. Od roku 1995 má titulní strana všech čísel jednoho ročníku stejnou barvu, která se každým rokem mění. Časopis vychází v rozsahu dvě stě stran na bílém papíře, tisk je černobílý a je použita jednoduchá grafika.
Časem se jednotlivá čísla časopisu začala věnovat konkrétnímu tématu. Oddíl Články k tématu uvozoval Editorial. Samostatnou rubriku tvořily Články, které se věnovaly samostatným filmově-teoretickým či filmově-historický studiím. Například poslední číslo v roce 2008 uvedlo „Přednášku o pěti aktech – Narativ optikou projektoru“ Ivana Klimeše nebo text „Hollywood za železnou oponou – Jednání o nové smlouvě o dovozu hollywoodských filmů mezi MPEA a ČSR (1946-1951)“ od Jindřišky Bláhové. K dalším rubrikám patřil Rozhovor a Edice a materiály. Tato rubrika reprodukovala originální textové nebo obrazové materiály s filmovou historickou tematikou. Také další rubrika Ad fontes se věnovala historickým tématům. K dalším rubrikám patřil Obzor a Projekty.